# Championnat d'Europe des moins de 19 ans féminin de handball 2009
Navigation
Turquie 2007 Pays-Bas 2011
Le championnat d'Europe des moins de 19 ans féminin de handball 2009 est la 7e édition du tournoi. Il se déroule en Hongrie du 14 au 23 août 2009. Seules les joueuses nées après le 1er janvier 1990 peuvent participer à la compétition.
La Norvège remporte son premier titre dans la catégorie en battant en finale le pays hôte, la Hongrie (29-27).

## Résultats

### Tour final
|  | Demi-finales | Demi-finales | Demi-finales | Demi-finales |                               |         | Finale  | Finale  | Finale  | Finale  |
|  |              |              |              |              |                               |         |         |         |         |         |
|  | 22 août      | 22 août      | 22 août      | 22 août      |                               |         | 23 août | 23 août | 23 août | 23 août |
|  | Hongrie      | Hongrie      | 30           | 30           |                               |         | 23 août | 23 août | 23 août | 23 août |
|  | Hongrie      | Hongrie      | 30           | 30           |                               |         | 23 août | 23 août | 23 août | 23 août |
|  | Russie       | Russie       | 23           | 23           |                               |         | 23 août | 23 août | 23 août | 23 août |
|  | Russie       | Russie       | 23           | 23           | Hongrie                       | Hongrie | 27      | 27      |         |         |
|  | 22 août      |              |              |              | Hongrie                       | Hongrie | 27      | 27      |         |         |
|  |              |              | Norvège      | Norvège      | 29                            | 29      |         |         |         |         |
|  | Allemagne    | Allemagne    | Norvège      | Norvège      | 29                            | 29      | 21      | 21      |         |         |
|  | Allemagne    | Allemagne    |              |              |                               |         |         | 21      |         |         |
|  | Norvège      | Norvège      | 30           | 30           |                               |         |         |         |         |         |
|  | Norvège      | Norvège      | 30           | 30           | Match pour la troisième place |         |         |         |         |         |
|  |              |              |              |              |                               |         |         |         |         |         |
|  | 23 août      |              |              |              |                               |         |         |         |         |         |
|  | Russie       | Russie       | 29           | 29           |                               |         |         |         |         |         |
|  | Russie       | Russie       | 29           | 29           |                               |         |         |         |         |         |
|  | Allemagne    | Allemagne    | 24           | 24           |                               |         |         |         |         |         |
|  | Allemagne    | Allemagne    | 24           | 24           |                               |         |         |         |         |         |

## Le vainqueur
| Champion d'Europe des moins de 19 ans 2009 Norvège 1re victoire |

## Classement final
Le classement final de la compétition est :
| Rang                      | Équipe     |
| ------------------------- | ---------- |
| Médaille d'or, monde      | Norvège    |
| Médaille d'argent, monde  | Hongrie    |
| Médaille de bronze, monde | Russie     |
| 4                         | Allemagne  |
| 5                         | France     |
| 6                         | Espagne    |
| 7                         | Suède      |
| 8                         | Pays-Bas   |
| 9                         | Monténégro |
| 10                        | Slovénie   |
| 11                        | Serbie     |
| 12                        | Pologne    |
| 13                        | Danemark   |
| 14                        | Roumanie   |
| 15                        | Autriche   |
| 16                        | Slovaquie  |

## Statistique et récompenses

### Équipe-type du tournoi
L'équipe-type du tournoi est, :
- Meilleure joueuse : Nora Mørk,  Norvège
- Gardienne : Vivien Víg,  Hongrie
- Ailière gauche : Majda Mehmedović,  Monténégro
- Arrière gauche :  Szandra Zácsik,  Hongrie
- Demi-centre : Irina Nikitina,  Russie
- Arrière droite : Nora Mørk,  Norvège
- Ailière droite : Amanda Kurtovic,  Norvège
- Pivot : Danick Snelder,  Pays-Bas
- Défenseur : Luisa Schulze,  Allemagne

Meilleure marqueuse
- Beate Scheffknecht,  Autriche avec 61 buts

## Effectif des équipes sur le podium

### Champion d'Europe:Norvège
Composition de l'équipe:
- Amanda Kurtovic
- Sanna Solberg
- Nora Mørk
- Mari Molid
- Hanna Yttereng
- Susann Iren Hall
- Stine Bredal Oftedal
- Thea Bjerkestrand Bøe
- Christine Homme
- Maja Jakobsen
- Veronica Kristiansen
- Mai Marcussen
- Guro Rundbråten
- Silje Solberg

### Deuxième:Hongrie
Composition de l'équipe:
- Anikó Kovacsics
- Babett Szalai
- Dóra Hornyák
- Dóra Deáki
- Krisztina Tamás
- Szandra Zácsik
- Anett Kisfaludy
- Gyöngyi Drávai
- Bernadett Horváth
- Boglárka Hosszú
- Kinga Janurik
- Vivien Léránt
- Tímea Szögi
- Vivien Víg

### Troisième:Russie
Composition de l'équipe:
- Irina Nikitina
- Anna Sen
- Ekaterina Ilina
- Nadezda Potapenko
- Valentina Goncharova
- Ksenia Makeeva
- Natalia Tchernova
- Anastasia Kudriachova
- Elena Fomina
- Maria Garbuz
- Olga Gorchenina
- Daria Mochalova
- Anastasia Ponomarenko
- Natalia Rechetnikova